# 21公分線
21厘米線，又被稱為氫線，21厘米輻射（hydrogen line, 21 centimeter line or HI line）是指由中性氫原子因為能階變化而產生的電磁波譜線。頻率是1420.40575177 MHz，相當於在真空中波長 21.10611405413 公分。在電磁波譜上的位置是微波。 這個波長的輻射經常在射电天文學上被應用，尤其無線電波可以穿過對可見光是不透明的星際雲等巨大星際介質區域。21公分波來自於1s基態氫原子的兩個超精細結構之間。兩個超精細結構能階的能量不同，而量子的頻率則是由普朗克關係式決定。

## 機制

質子和電子的自旋為平行的氫原子（見圖）其能量比自旋是反平行的氫原子高。

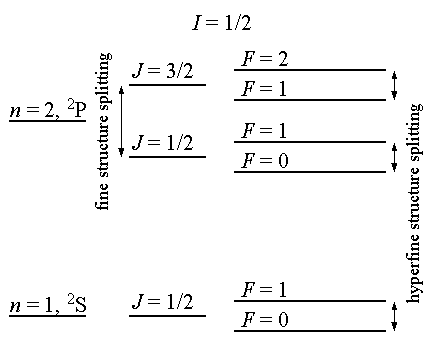
氫的精細結構和超精細結構。^{2}S基態的超精細分裂是21公分線的來源。

氫原子的電子躍遷和發射電磁波波長。能階未按實際比例繪製。

天然氫原子由一個質子和一個環繞質子的电子組成。除了軌道運動以外，質子和電子都有自旋。经典的看法将氢原子看作月球绕地球公转，同时月球和地球又分别自轉。但在量子力學和粒子物理學中自旋不由自轉产生，电子轨道的概念也有很大区别。
電子和質子的自旋可以是任一方向，相當於古典物理中物体繞著給定的自轉軸以順時針或逆時針方向自轉。電子和質子的自旋方向也可能會相同或相反。因為磁場和粒子的交互作用，一個由一個質子和一個电子組成的氫原子，在質子和電子自旋相同方向（對稱）時的能量比相反方向（反對稱）的狀況稍高。事實上，自旋相反的氢原子能量更低是量子力學中一个固有的結果。由于質子和電子因為電荷相反，自旋相反将會產生平行的磁矩。古典力學认为這個結構的能量較高，但量子力學的結果與古典力學剛好相反。
当氢原子处在能量最低的能级时，质子的自旋状态从平行变成反平行时会发生超精细分裂。这个跃迁的概率极小（約只有2.9×10−15 s−1），几乎不可能发生，跃迁辐射出的电磁波处于氢原子辐射的禁线。這意味著一個天然氫原子要產生這樣的躍遷必須花費約1000萬年，因此無法在地球的實驗室中進行這樣的實驗。但在星際介質中的天然氫原子含量相當大，可以被電波望遠鏡輕易觀測到。此外，與其他氫原子的碰撞以及和宇宙微波背景輻射的交互作用也縮短作用時間。
21公分線因為他很長的生命週期，它的原始發射譜線寬度非常窄，所以大多數譜線加寬是因為釋放輻射的區域相對觀測者而言的都卜勒效應造成。

## 發現

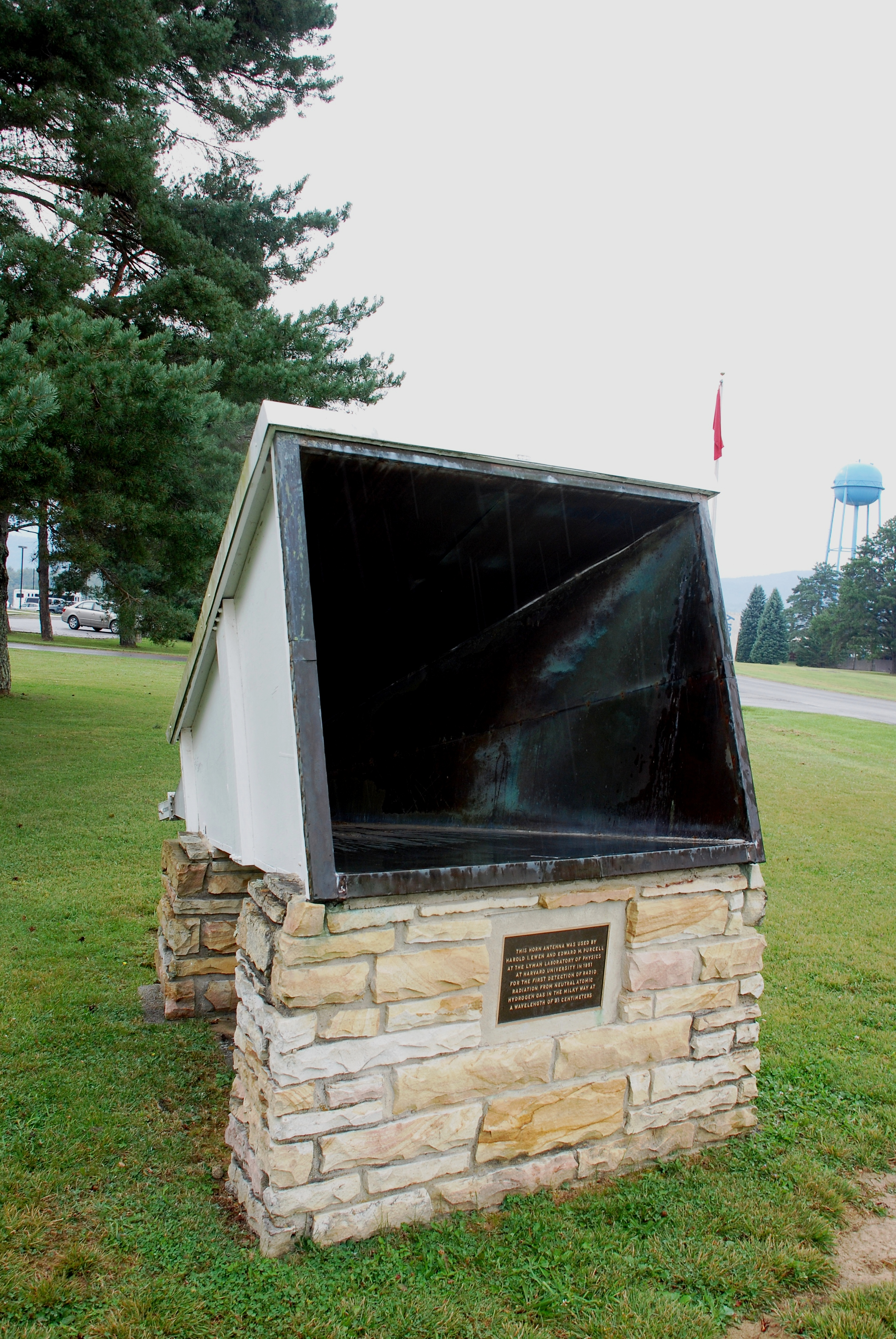
哈羅德·艾文和爱德华·珀塞尔在1951年在哈佛大學萊曼物理實驗室偵測到來自銀河系中中性氫發射的21公分線所使用的號角型天線。現存於西維吉尼亞州綠堤的美国国家射电天文台園區內。

在1930年代，注意到有一個來自地球之外的電波「雜訊」，以日為變化週期。最初認為這是來自太陽的無線電波，後來觀測到這個電波訊號似乎來自銀河系的中心。扬·奥尔特在1940年公布了這個發現，並且知道如果能在頻譜的無線電波部分發現一條與之對應的發射譜線，對天文學的進展將有著重大的意義。他將這個訊息轉達給亨德里克·范德胡斯特，而他在1944年發現在基態的氫原子有著兩個非常靠近的能階，可以使中性氫能夠發射頻率為1420.405MHz的輻射。
哈佛大學的哈羅德·艾文（Harold Ewen）和珀塞尔在1951年率先檢測出了21公分線，而且在發表之後不僅得到荷蘭天文學家C.A.穆勒和扬·奥尔特的證實，並且也得到澳大利亞的克利斯蒂安森和Hindman的證實。1952年後，第一張銀河系中性氫的地圖被繪製出來，並且首度透露銀河螺旋臂的結構。

## 無線電天文學的應用
幸運的是，21公分線位於電磁波譜上的微波。在這個波段的電波可以輕易通過地球的大氣層被觀測到，且只有少許干涉。
一般假定氫原子是規則分布在整個星系之中，在各個觀測方向都可以發現到21公分線；唯一的不同在於每條線的都卜勒效應強度。因此科學家可以計算出銀河系每個旋臂的相對速度。本銀河系的星系旋轉曲線也是由觀測21公分線得知。可以使用星系旋轉曲線圖以決定在星系距離中心某特定距離的旋轉速度。
氫線的觀測也可間接用來測定星系的質量；可以限定不同時期萬有引力常數的值和研究單一星系的動力狀態。

## 宇宙學的應用
21公分線在大爆炸物理宇宙學中相當重要，因為這個波段是唯一可以研究從復合時期到再電離這段宇宙「黑暗時代」的電磁波。因為紅移，在地球上實際觀測到的頻率介於200MHz到9MHz之間。這可能有兩個應用。第一，可以靠繪製21公分波的紅移獲得復合時期，非常精確的物質功率頻譜（Matter power spectrum）圖。第二，可以揭露宇宙是如何再電離，當中性氫被來自恆星或類星體的輻射再電離時將在21公分線背景輻射出現「洞」。
然而，21公分線在實務應用是很困難的。地面的觀測儀器觀測21公分線的訊號相當微弱，且地球上電視訊號和電離層的干擾相當嚴重，因此科學家必須小心隔離和消除干涉才能成功觀測。太空中的觀測儀器，甚至要在月球的背面才能避免來自地球的干擾，可以避免這些問題。但銀河系內同步輻射和自由態間發射（Free-free emission）等其他種電波可能造成的干擾目前仍一無所知。儘管有這些問題，太空中和重力波觀測站一起設置的21公分線觀測站是在宇宙微波背景輻射偏極化之後，未來觀測宇宙學的重要前景。
2018年2月28日，邊緣實驗發言人祖德·鮑曼表示，使用位於澳洲穆爾奇森無線電天文台的射線頻譜儀探測21公分線紅移，首次探測到，約在宇宙大爆炸的1億8千萬年之後，最早形成的星球的發光景象。

## 遙測應用
土壤濕度和海水鹽分衛星（Soil Moisture and Ocean Salinity, SMOS）的主要儀器孔徑綜合微波成像無線電儀（Microwave Imaging Radiometer with Aperture Synthesis, MIRAS）的工作頻率是1400-1427 MHz（包含1420.406 MHz），用以觀測海水鹽分和土壤濕度。選擇21公分線的原因：
- 鹽分和水分在微波的發射譜線比更高頻的波段更加明顯
- 沒有人為來源的干擾，因為21公分波段是保留給無線電天文學使用

## 尋找外星生命的可能應用
先鋒10號和先鋒11號上的先驅者鍍金鋁板描繪了中性氫原子的超精細躍遷，並使用21公分線的波長作為量度比例尺。例如在鋁板上的女人影像被描述為波長的八倍，也就是168公分。類似情況也出現在先鋒號鍍金鋁板與航海家1號、航海家2號的旅行者金唱片上使用氫原子自旋轉向（Spin-flip）的頻率作為時間的比例尺在鋁板的圖中表示地球的位置。
在鋁板上的圖將太陽畫在14顆脈衝星之間，而這14顆脈衝星在1977年的自轉週期是氫原子自旋轉向（Spin-flip）的頻率倍數。鋁板的製造者推論地球外的高等文明可以使用脈衝星的位置定位出在探測器發射時太陽系的位置。
21公分線在SETI計畫中被認為是找尋其他外星高等文明的有力工具。可見朱塞佩·科克尼（Giuseppe Cocconi）和菲利普·莫里森（Philip Morrison）建議的原始文章，「Search for Extra-Terrestrial Intelligence」。
彼得·瓦西里耶維奇·麥可維斯基建議SETI可以使用1420.4 MHzπ倍頻率進行搜尋  (1420.40575177 MHz的π倍  = 4.46233627 GHz、1420.40575177 MHz的2π倍 = 8.92467255 GHz)。因為π是超越數，這樣的頻率在自然中不可能以諧波的形式產生，比較有可能是人為產生。這樣的訊號將不會被21公分線自己的訊號或它任何的諧波阻塞。

### 宇宙學
- P. Madau, A. Meiksin and M. J. Rees, "21-cm Tomography of the Intergalactic Medium at High Redshift", Astrophysical Journal 475, 429 (1997) arXiv:astro-ph/9608010.
- B. Ciardi, P. Madau, "Probing Beyond the Epoch of Hydrogen Reionization with 21 Centimeter Radiation", Astrophysical Journal 596, 1 (2003) arXiv:astro-ph/0303249.
- M. Zaldarriaga, S. Furlanetto and L. Hernquist, "21 Centimeter Fluctuations from Cosmic Gas at High Redshifts", Astrophysical Journal 608, (2004) 608 arXiv:astro-ph/0311514.
- X. Chen and J. Miralda-Escudé, "Observing the Reionization Epoch Through 21 Centimeter Radiation", Mon. Not. Roy. Astron. Soc. 347, 187 (2004) arXiv:astro-ph/0303395.
- A. Loeb and M. Zaldarriaga, "Measuring the Small-Scale Power Spectrum of Cosmic Density Fluctuations Through 21 cm Tomography Prior to the Epoch of Structure Formation", Phys. Rev. Lett. 92, 211301 (2004) arXiv:astro-ph/0312134.
- M. G. Santos, A. Cooray and L. Knox, "Multifrequency analysis of 21 cm fluctuations from the Era of Reionization", Astrophysical Journal 625, 575 (2005) arXiv:astro-ph/0408515.
- R. Barkana and A. Loeb, "Detecting the Earliest Galaxies Through Two New Sources of 21cm Fluctuations", Astrophysical Journal 626, 1 (2005) arXiv:astro-ph/0410129.

## 外部連結
- The story of Ewen and Purcell's discovery of the 21 cm line（页面存档备份，存于）
- Ewen and Purcell's original paper in Nature（页面存档备份，存于）
- PAST experiment, arXiv:astro-ph/0404083.
- LOFAR experiment（页面存档备份，存于）
- Mileura Widefield Array experiment
- Square Kilometer Array experiment（页面存档备份，存于）